# Greta Hayes
Pour les articles homonymes, voir Hayes.
Greta Hayes née le 17 octobre 1996 à Maroubra, est une joueuse australienne de hockey sur gazon. Elle évolue au poste de milieu de terrain au NSW Arrows et avec l'équipe nationale australienne.
Elle a participé aux Jeux olympiques d'été de 2020.

## Carrière

### Jeux olympiques
- Top 8 : 2020